# فارس طعمة التميمي
المخرج فارس طعمة التميمي ولد في مدينة بغداد عام 1964. درس في معهد الفنون الجميلة / قسم الإخراج السينمائي وتخرج فيه عام 1983، واصل دراسته الفنية ليتخرج من كلية الفنون الجميلة في جامعة بغداد عام 1989 قسم الاخراج السينمائي.

## البدايات
عمل مساعد مخرج منذ كان طالبا في معهد الفنون الجميلة واكاديمية الفنون الجميلة كمتدرب مع خيرة المخرجين العراقيين السينمائيين (محمد شكري جميل وكارلو هارتيون وحسين امين وغيرهم)، كما عمل مساعد مخرج تلفزيوني مع جميع المخرجين العراقيين لمدة 17 سنة وقد صقل موهبته في هذه المرحلة.

## الأعمال الفنية
حصل على الفرصة لعمل مسلسل قطار الكلمات في العام 1996 وهو مسلسل تلفزيوني تعليمي للاطفال بـ 60 حلقة وقد لاقى نجاحا كبيراً حينها وبيع لمعظم الدول العربية. ثم أخرج مسلسل بدر شاكرالسياب بـ15 حلقة العام 1998 إنتاج الفنان سعدون جابر لكن المسلسل لم ير النور إلى الآن لاسباب تتعلق بعائلة السياب، وقد صور المسلسل بين بغداد وسورية ولبنان. بعدها جائته الفرصة ليخرج المسلسل الشهير مسلسل مناوي باشا بواقع 30 حلقة تلفزيونية عام 1999 ثم مسلسل الانصاف بواقع 30 حلقة في العام 2002 واخرج مسلسل مناوي باشا الجزء الثاني نهاية عام 2002 ثم قدم مسلسل الباشا مع ممثلين عراقيين وسوريين ومصريين كما عمل لقناة الفضائية العراقية مسلسل سنوات تحت الرماد 2011 بواقع 30 حلقة.

## وصلات خارجية
1. http://www.elcinema.com/person/pr1110278/
2. http://magazine.imn.iq/articles/print.14241/